# 부산 정치 파동
부산 정치 파동(釜山政治波動)(The Pusan Incident of 1952)은 1952년 5월 25일 계엄령 선포로부터 7월 7일 대한민국 헌법 제2호 공포까지의 기간에 6.25 전쟁 중 대한민국 임시 수도였던 부산에서 일어난 일련의 정치 파행이다. 이 기간에 대통령 이승만은 자신의 재선을 위하여 자신의 기반이 약한 국회가 아닌, 국민적 지지를 통한 집권을 위해 대통령과 부통령의 직선제를 골자로하는 발췌개헌을 통과시키는 계기가 되었다.
1952년 7월, 초대 대통령 이승만의 임기 만료가 다가오면서 그는 의회와의 갈등 속에서 재선을 모색하게 된다. 기존의 간접선거 방식으로는 재선이 어려울 것으로 판단한 그는 대통령 선출 방식을 직접선거로 바꾸려는 시도를 시작했다. 이에 맞서 야당은 내각책임제 개헌을 추진하며 대통령 교체를 시도했고, 정치적 긴장은 점점 고조되었다. 결국 이승만은 5월 26일 계엄령을 선포하고 일부 야당 의원들을 체포하는 강수를 두었다. 그는 직선제 개헌안을 강행하기 위해 의회 해산까지 시도했으나, 이는 미국의 압력으로 무산된다. 이후 7월 4일, 야당 의원들이 의사당에 감금된 상태에서 직선제 요소를 포함한 ‘발췌개헌안’이 통과되면서, 정치적 타협이 이뤄졌다. 이러한 과정을 거쳐 8월 5일 치러진 대통령 선거에서 이승만은 제2대 대통령으로 재선에 성공한다. 동시에 그는 자유당을 창당하고, 헌법을 대통령 중심제로 개정함으로써 향후 장기집권을 위한 정치적 기반을 다지게 되었다.
당시 대한민국 재헌 헌법 제53조는 대통령과 부통령을 국회에서 선출하도록 규정하고 있었으나, 한국전쟁 중 국회 내에서 반이승만 세력이 커지면서 이승만은 자신의 정권을 연장하고자 대통령 직선제를 골자로 하는 헌법 개정을 추진하였다. 이에 반대하는 국회의원들을 탄압하고 헌법 개정안을 통과시키기 위한 일련의 강압적 조치들이 결국 ‘부산정치파동’으로 이어졌다. 이 사건은 단순한 국내 정치 사건이 아니라, 전시 상황 속에서 국가 권력구조가 재편되고 미래의 정치 문법이 형성되는 전환점이었다.

## 배경[2]
1948년 7월 20일, 이승만은 제헌헌법에 따라 의회에서 선출되어 초대 대통령 자리에 올랐다. 하지만 분단 정부 수립 과정에서 함께했던 한국민주당을 내각에서 배제한 탓에, 그의 정권은 출범 초기부터 정치적 불안정에 시달렸다. 이승만은 의회 내 기반을 확보하고자 여당 창당을 시도했으나 별다른 성과를 거두지 못했다. 반면, 민주국민당으로 개편된 한국민주당은 의회 다수당의 위치를 이용해 정부에 대한 공세를 강화했고, 이는 곧 행정부와 입법부 사이의 갈등으로 이어졌다. 1950년 1월, 민주국민당이 내각책임제 개헌안을 추진하면서 갈등은 헌법 논쟁으로까지 비화되었으나, 이 개헌안은 이승만을 지지하는 세력과 소장파 의원들의 반대로 부결되었다.
이 같은 정치적 긴장은 제2대 국회에서도 이어졌다. 특히 총선 직후 발발한 한국전쟁은 정부의 무능과 혼란스러운 대응을 드러내며 의회의 비판을 더욱 자극했다. 이승만의 독단적인 국정 운영과 인사 정책은 의회의 집중적인 비난 대상이 되었고, 그는 의회를 통한 재선이 어렵다고 판단하여 대통령 직선제 개헌을 추진하게 된다. 이를 위해 그는 새로운 정당 창당, 즉 신당운동에 본격적으로 나섰다.
당시 국회는 민주국민당, 공화구락부, 그리고 신정동지회라는 세 정치 집단으로 구성되어 있었다. 이 중 공화구락부는 민주국민당과 이승만 양측과 일정한 거리를 유지하고 있었고, 신정동지회는 국민회와 대한청년단 출신 인사들이 중심이 되어 친이승만 성향을 보였다. 1951년 5월, 공화구락부와 신정동지회가 공화민정회로 통합되자 이승만은 이를 적극 지지했고, 국민회 등 원외 대중 조직을 동원해 신당 창당 작업에 박차를 가했다. 그의 목표는 원내외 세력을 결집시킨 강력한 여당을 구축하는 것이었으며, 8월 15일 광복절 기념사에서도 정당 창당 및 직선제·양원제 개헌 의지를 천명했다.
그러나 현실은 녹록지 않았다. 이승만에 우호적인 신정동지회조차도 그를 국가 운영의 책임자로서 신뢰하지 않았으며, 의회 주도의 국정 운영에 무게를 두는 분위기가 지배적이었다. 실질적으로 의회를 구성하는 세력들은 정파를 막론하고 내각책임제에 더 큰 지지를 보내고 있었고, 공화구락부와 신정동지회의 통합 또한 내각 책임 체제하에서 정권을 잡기 위한 계산이었다. 결국, 원내 신당운동과 이승만 중심의 원외 신당운동은 정치적 목표에서 큰 차이를 보이게 되었고, 이는 1951년 12월 23일, 성격이 다른 두 개의 ‘자유당’이 따로 창당되는 결과로 이어졌다. 원내 자유당은 내각책임제를 지지한 반면, 원외 자유당은 대통령 직선제 개헌을 주된 목표로 삼았다.

### 헌법 개정과 대통령선거를 둘러싼 갈등 고조
1952년 1월 18일, 이승만 정부가 제출한 대통령 직선제 개헌안은 국회에서 압도적인 반대에 부딪혀 부결되었다. 전체 재석의원 163명 가운데 찬성은 고작 19명에 불과했고, 반대는 143명에 달했으며 1명이 기권했다. 이처럼 압도적인 부결 결과에 직면하자, 이승만은 기존의 정치적 설득 방식 대신 보다 강경하고 직접적인 전술을 채택하게 된다. 그의 전략은 국회를 우회하거나 무력화시키는 것이었고, 핵심적으로는 친이승만 세력을 동원해 의회를 압박하고 직선제를 관철시키는 방향으로 전환되었다.
이 전략은 두 가지 방식으로 구체화되었다. 첫째는 원내자유당을 내부에서 분열시켜 일부 의원들을 자기편으로 끌어들이는 것이었고, 둘째는 국회의원 개개인을 대상으로 한 소환운동을 통해 직접적인 대중 압박을 가하는 것이었다. 원내자유당의 분열 시도는 ‘원내외 합동’이라는 이름 아래 추진되었지만, 실제로는 몇 차례의 교섭에도 불구하고 당내 통합은 이뤄지지 않았고, 결국 직선제를 지지하는 ‘합동파’와 내각책임제를 고수하는 ‘잔류파’로 분열되고 말았다.
한편, 국회의원 소환운동은 원외자유당을 비롯해 국민회, 대한청년단 등 친이승만 단체들이 주도하였다. 이들은 전국 각지에서 삐라를 배포하고 연판장을 돌리는가 하면, 각종 집회와 군민대회를 통해 의원들을 압박했다. 이러한 외부 공격에 맞서 국회는 ‘호헌결의안’을 채택하며 정면으로 반격에 나섰다. 국회는 소환운동을 헌법 질서와 대의제를 부정하는 반헌법적 행위로 규정하고, 헌정을 수호하겠다는 강한 의지를 밝혔다.
이에 야당은 내각책임제 개헌을 통해 이승만의 권한을 제한하려는 전략으로 대응하였다. 4월 16일, 민주국민당, 민우회, 그리고 원내자유당 잔류파 등 야당 세력은 재적의원 3분의 2에 해당하는 123명의 서명을 확보해 개헌안을 국회에 제출하였다. 그러나 이내 상황은 복잡해졌다. 이승만이 장택상을 국무총리에 임명하고, 장택상이 중심이 된 신라회가 야당 진영에서 이탈하면서 개헌 추진 동력은 크게 약화되었다. 이후 장택상은 5월 14일, 직선제와 내각책임제를 절충한 타협안을 정부안으로 국회에 제출하게 된다.
동시에 국회의원 소환운동은 점차 폭력적 양상을 띠게 되었다. 민중자결단, 땃벌떼 같은 정치 폭력 집단이 전면에 나섰고, 급기야 야당 의원 서민호가 서창선 대위를 사망에 이르게 한 사건이 발생하면서, 운동은 국회 해산 요구로까지 확대되었다.
정세가 심화되자 야당은 전략을 전환해 대통령 선거를 먼저 실시하기로 결정했다. 이에 따라 5월 25일 각 정파별로 모의선거를 실시한 뒤, 그 결과를 종합해 야당 단일 후보를 확정하고, 6월 2일 본회의에서 실제 선거를 치르려는 계획을 세웠다. 하지만 이 계획은 실현되지 못했다. 상황이 자신에게 불리하게 흘러가고 있음을 감지한 이승만이 결국 비상 수단을 동원해 이를 저지했기 때문이다.

### 계엄령 선포와 부산정치파동의 발생
1952년 5월 25일 자정, 정부는 부산을 포함한 경남, 전남, 전북 지역 23개 시·군에 비상계엄을 선포했다. 이에 따라 야당 의원 양병일, 박정근, 곽상훈 등이 체포되었고, 국회 결의로 한차례 석방되었던 서민호 의원도 다시 구속되었다. 다음 날 아침, 통근버스를 타고 출근하던 의원 40여 명이 헌병대에 연행되었으며, 정부는 이들 의원이 공산당 자금 유입에 연루되었다고 발표했다. 유력한 대통령 후보였던 장면 전 국무총리 역시 ‘정부혁신전국지도위원회 음모 사건’에 연루되었다는 혐의로 체포 위기에 놓였는데, 이는 공산주의 활동과 야당의 장면 추대 시도를 의도적으로 엮은 정치적 조작 사건이었다.
이와 동시에 ‘민의의 목소리’를 앞세운 여론전도 재개되었다. 중심이 된 것은 새로 구성된 지방의회였다. 이승만 정부는 그동안 연기해왔던 지방선거를 1952년 4월 25일과 5월 10일 두 차례에 걸쳐 실시했다. 이는 지방의회를 국회의 대안으로 내세워 의회의 권위를 약화시키기 위한 조치였다. 이승만의 지지 기반이 장악한 지방의회들은 국회 해산과 총선거 실시를 요구하는 결의문을 채택하고 대표단을 부산으로 보내 궐기대회를 열었다.
이에 맞서 국회는 계엄 해제와 의원 석방을 요구하는 결의안을 잇따라 통과시키며 반발했다. 부통령 김성수는 의원 체포에 항의하며 사임서를 제출했다. 하지만 이승만은 더욱 강경한 태도를 보이며 내각에 추가 체포를 지시했고, 6월 2일에는 국회를 향해 최후통첩을 보냈다. 다음 날 오전 10시까지 직선제 개헌안을 통과시키지 않으면, 정오를 기해 국회를 해산하겠다는 것이었다. 야당은 이에 단호히 거부하였다.
결국, 이승만이 전시 상황을 틈타 시도한 이 일련의 정치적 강압은 사실상 헌정질서에 대한 쿠데타였다. 국회는 기능을 상실했고, 헌법적 질서는 크게 흔들렸다. 그러나 이승만의 국회 해산 시도는 미국의 개입으로 좌절되었다. 6월 3일 오전, 트루만 대통령이 보낸 경고 서한이 이승만에게 전달되었고, 그는 국회 해산을 철회하였다. 주한미국대사관과 유엔한국통일부흥위원단(UNCURK)은 상황의 심각성을 인식하고 이승만과 장택상을 직접 접촉하며 사태 수습에 나섰다. UNCURK는 5월 28일, 부산의 계엄 해제와 구속 의원들의 석방을 공식 요구하는 성명을 발표했다.
당시 미국 내부에서는 개입 방식에 대한 이견이 존재했다. 국무부와 주한미국대사관은 군사적 수단을 포함한 즉각적인 대응을 주장했지만, 군부는 신중한 입장을 보였다. 그러나 이승만이 국회 해산이라는 중대한 선을 넘으려 하자 미국은 단호한 행동에 나섰다. 트루만 대통령은 귀국 중이던 무초 대사가 한국으로 복귀할 때까지 “돌이킬 수 없는 행동”을 하지 말라는 강력한 요구를 전달했다. 여기서 말한 “돌이킬 수 없는 행동”은 바로 국회 해산을 뜻했다.

### 발췌개헌안 통과와 이승만의 대통령 재선
미국의 개입으로 이승만이 추진하던 국회 해산과 대통령 직선제 개헌 후 재선거 구상은 무산되었다. 이승만은 새로운 출구 전략이 필요했고, 그 결과로 등장한 것이 ‘발췌개헌’이었다. 이 개헌안은 6월 2일 장택상에 의해 기초되었으며, 대통령 직선제 도입을 중심으로 국무총리를 대통령이 지명하고 국회의 인준을 받도록 하며, 국무총리 해임은 의원 3분의 2 이상의 찬성으로 가능하게 하였다. 국무위원 역시 국무총리의 제청과 대통령 임명, 국회의 동의를 거치도록 하여, 일정 부분 내각제적 요소도 포함되었다. 이승만은 이 안에 동의하고 추진에 나섰다.
그러나 야당은 계엄령 해제와 구속 의원 석방이 선행되지 않는 한 어떠한 논의도 받아들일 수 없다고 맞섰다. 이승만 역시 물러서지 않았다. 의회의 요구에 응한다고 해서 개헌안 통과가 보장되는 것은 아니었기 때문이다. 그는 장택상을 내세워 발췌개헌을 강행하되, 동시에 국회를 압박하기 위해 의원 체포와 국회 해산 가능성을 흘렸다.
결국 사태를 매듭짓기 위해 더 강력한 조치가 필요했다. 이승만은 경찰력을 동원해 도피 중인 의원들을 등원시키고, 구속된 의원들도 석방하였다. 의사당은 사실상 봉쇄된 상태였고, 개헌 심의는 거센 압박 속에 진행되었다. 야당 의원들은 국무원이 실질적 국정 책임을 지는 내각책임제적 요소를 고수하려 했으나, 이승만은 7월 4일 오후 5시까지 개헌이 처리되지 않으면 국민투표를 통해 국회를 해산하겠다는 압박성 소문을 확산시켰다. 여기에 유엔군이 국회를 접수할 수 있다는 군정 실시설까지 돌면서 야당의 저항 의지는 무너졌다. 결국 그날 밤 8시, 기립표결 방식으로 발췌개헌안이 상정되어 재석 의원 166명 중 163명의 찬성으로 통과되었다. 이렇게 40여 일간 이어진 부산정치파동은 일단락되었다.
이후 이승만은 8월 5일 실시된 정부통령 선거에서 대통령으로 당선되어 권력 연장에 성공하였다. 동시에 자유당을 중심으로 한 정치 기반도 확고히 다졌고, 제헌헌법의 타협적 구조에서 대통령제 중심으로 헌정 질서를 재편하는 데 성공하였다. 이로써 사실상 1인 지배 체제가 제도화된 것이다. 부산정치파동은 한국 정치사에서 헌정을 파괴하며 권력을 유지하고자 한 첫 사례였으며, 이러한 행태는 이승만 집권기의 일관된 특징으로 이어졌다.

## 부산정치파동과 이승만의 정치 전략
부산정치파동에 대한 기존의 연구들은 주로 이승만의 독재적 성향을 비판하는 시각에서 서술된 것이 대부분이었다. 그러나 김일영 교수는 이승만 또는 반이승만이라는 이분법적 시각보다는, 다양한 정치 세력의 형성과 이해관계를 중심으로 사건을 설명하는 보다 중립적인 접근을 취하고 있었다. 특히 김일영은 한국전쟁 시기 이승만의 외교 정책을 단순한 친미 일변도의 태도가 아니라, 당시 국내 정치의 복잡한 조건을 반영한 전략적 외교 행위로 해석하고 있는 점이 인상적이다.
김일영 교수는 부산정치파동을 중심으로, 해방 이후 한국 정치 세력의 재편 과정을 배경으로 이승만의 정치 전략을 설명해 나갔다. 해방 이후 형성된 정치 세력은 크게 정치인 집단, 이들을 지원하는 경찰과 같은 국가 기구, 미군정, 그리고 경제적으로는 지주 계급과 자본가 계급으로 구성되어 있었다. 초기에는 지주 계급의 영향력이 강했고, 한민당은 이승만을 지지하며 정국 운영에 참여하였다. 그러나 이승만은 5·10 제헌선거 이후 한민당을 배제하고, 국회 내 소장파—즉 반민특위와 농지개혁을 주도한 세력—와의 갈등 속에서 독자적인 권력 기반을 강화해 나갔다. 반민특위 해산, 국회 프락치 사건, 농지개혁법 통과 등은 지주 계급의 몰락과 자본가 계층의 부상이라는 구조적 변화를 배경으로 한다.
이 과정에서 이승만은 국내 반대 세력뿐만 아니라 미국과의 관계 속에서도 교묘한 전략을 구사하였다. 특히 김일영 교수는 한국전쟁을 이승만의 정치적 구상과 결합된 “제헌적 의도를 지닌 전면전이자 내전”으로 해석한다. 전쟁 초기 북한은 계급 해방과 조국 통일을 명분으로 남침했으나, 이승만은 이를 자신의 권력 기반을 강화하는 수단으로 활용하였다. 전쟁은 중간파 정치인의 실종 및 약화를 낳았고, 이는 이승만과 미국 간의 복잡한 역학관계를 초래했다. 당시 미국은 동북아 전략의 중심을 일본에 두고 있었고, 북진통일을 주장하던 이승만과는 갈등을 겪었다. 그러나 이승만이 미국의 기대와는 달리 국내 정국을 통제하는 데 성공하자, 미국은 그를 제거하기보다는 일정한 통제 아래 방치하게 된다. 한국 군의 중립 선언 역시 실상은 미국의 입김 아래 있었으며, 결국 미국은 이승만을 사실상 승리자로 만들면서 한국에서 ‘보나파르트(Bonaparte)’를 키운 셈이 되었다.
부산정치파동은 한국 정치사에서 대통령이 자신의 정치적 이익을 위해 입법부를 압박하고 군과 경찰력을 동원한 최초의 사례로, 권력의 사유화가 어떻게 제도적 경계를 무너뜨리는지를 보여준다. 이승만은 이 사건을 통해 대통령 직선제를 관철하고 정권을 연장하는 데 성공했으며, 이는 이후 한국 정치에 장기적인 영향을 미쳤다.

## 경위
1950년, 5·30 선거에서 피선된 제2대 국회는 내각책임제 개헌을 주장하였고, 이에 반대하는 대통령 이승만의 재선은 불투명해지고 있었다. 6.25 전쟁 와중인 1951년 11월 30일, 정부는 대통령 직선제 개헌안을 국회에 제출하였다. 그러나 1952년 1월 18일, 국회는 정부의 개헌안을 부결시켰고, 4월 17일에는 야당 성향의 의원 123명을 주축으로 발의한 내각책임제 개헌안이 제출되었다.
1952년 5월 24일, 금정산 공비 사태가 벌어졌다. 이에 정부는 공비 소탕 목적으로 다음날인 5월 25일, 부산과 경상남도, 전라남도, 전라북도의 23개 시·군에 계엄령을 선포하였고, 영남지구 계엄사령관에 원용덕을 임명했다.
또한 5월 26일, 전시 중에 북한과 내통한 혐의를 받는 야당 의원 50여명을 헌병대가 연행하였고, 이때 구속된 국회의원 정헌주(鄭憲柱), 서범석, 임흥순, 곽상훈, 권중돈 등 12명은 국제 공산당 관련 혐의로 기소되었다. 이를 계기로 부통령 김성수는 5월 29일, 이승만에게 사표를 제출하였다.

### 국제 구락부 사건
유엔 한국위원회 위원단의 성명 등 정치파동에 대한 국제적인 비난 여론이 쇄도하자 이승만은 6월 4일, 국회 해산을 보류한다고 표명했다. 그러나 6월 20일, 부산 국제 구락부에서 야당과 재야 인사들이 반독재 호헌 구국 선언을 하는 회의장에 괴한이 습격하여 피습당하는 일이 일어났다. 이를 국제 구락부 사건이라고 부른다. 한편 6월 25일, 이승만 암살 미수사건이 일어나기도 하였다. 6월 30일에는 민중자결단이 국회의사당을 포위하고 80여명의 국회의원을 연금하는 일이 벌어지기도 하였다.

### 발췌 개헌
혼란스러운 정국 속에서 장택상을 중심으로한 신라회(新羅會)가 주축이되어 대통령 직선제를 골자로 하는 정부안과 내각책임제를 골자로 하는 국회안을 발췌하여 만든 타협안인 이른바 발췌개헌안(拔萃改憲案)을 마련했다. 7월 4일, 군경(軍警)들이 국회의사당을 포위한 가운데, 국회의원들은 기립하는 방식으로 투표하여 출석 166명 중 찬성 163표, 반대 0표, 기권 3표로 발췌개헌안을 통과시켰다. 이로써 대한민국 헌법 제2호가 공포되었으며, 이 광경을 본 김성수는 민주주의를 유린한 행위라고 반발하여 부통령직 사표를 냈다.

## 참고자료
- 《사진과 그림으로 보는 한국 현대사》, 서중석 저. 웅진.
- 《지배자의 국가, 민중의 나라》, 서중석 저. 돌베개
- 국사편찬위원회  헌정사 자료 DB "제1차 헌법개정"

## 같이 보기
- 에버레디 계획

1. ↑  이, 완범 (2007). “한국 정권교체의 국제정치 - 1950년대 전반기 미국의 이승만 제거 계획, 후반기 미국의 이승만 후계 체제 모색과 1960년 4월 이승만 퇴진 : Syngman Rhee Regime's Change and the US, 1960”. 《세계정치, Vol.8(이승만과 제1공화국), pp. 127-170》 (서울대학교 국제문제연구소).
2. ↑  “우리역사넷”. 2025년 5월 29일에 확인함.
3. ↑  김일영 (1993년 6월). “부산정치파동의 정치사적 의미”. 《한국과 국제정치》 9 (1): 31–66. ISSN 1225-3006.